# If I Should Fall from Grace with God
If I Should Fall From Grace With God es el tercer álbum de estudio del grupo The Pogues publicado en enero de 1988

## Listado de temas

### Edición original
1. "If I Should Fall from Grace with God" (Shane MacGowan) - 2:20
2. "Turkish Song of the Damned" (MacGowan, Jem Finer) - 3:27
3. "Bottle of Smoke" (MacGowan, Finer) - 2:47
4. "Fairytale of New York" (MacGowan, Finer) - 4:36
5. "Metropolis" - 2:50 (Finer)
6. "Thousands Are Sailing" (Phil Chevron) - 5:28
7. "South Australia" (Traditional)† - 3:27
8. "Fiesta" (MacGowan, Finer) - 4:13
9. "Medley: The Recruiting Sergeant/The Rocky Road to Dublin/The Galway Races" (Traditional) - 4:03
10. "Streets of Sorrow/Birmingham Six" (MacGowan, Terry Woods) - 4:39
11. "Lullaby of London" (MacGowan) - 3:32
12. "The Battle March Medley" (Woods)†
13. "Sit Down by the Fire" (MacGowan) - 4:10
14. "The Broad Majestic Shannon" (MacGowan) - 2:55
15. "Worms" (Traditional) - 1:01

† – Pistas adicionales incluidas sólo en CD. No se incluyeron en la edición de LP de vinilo y de casete.

### Edición de 2005
1. "If I Should Fall from Grace with God" (MacGowan)
2. "Turkish Song of the Damned" (MacGowan, Finer)
3. "Bottle of Smoke" (MacGowan, Finer)
4. "Fairytale of New York" (MacGowan, Finer)
5. "Metropolis" (Finer)
6. "Thousands Are Sailing" (Chevron)
7. "Fiesta" (MacGowan, Finer)
8. "Medley: The Recruiting Sergeant/The Rocky Road to Dublin/The Galway Races" (Traditional)
9. "Streets of Sorrow/Birmingham Six" (MacGowan, Woods)
10. "Lullaby of London" (MacGowan)
11. "Sit Down by the Fire" (MacGowan)
12. "The Broad Majestic Shannon" (MacGowan)
13. "Worms" (Traditional)
14. "The Battle March Medley" (Woods)
15. "The Irish Rover" (Joseph Crofts/Traditional)†
16. "Mountain Dew" (Traditional)†
17. "Shanne Bradley" (MacGowan)†
18. "Sketches of Spain" (The Pogues)†
19. "South Australia" (Traditional)

† – Pistas adicionales, no incluidos en la edición original